# Алемасова Антоніна Сергіївна
Алема́сова Антоніна Сергіївна (нар. 10 липня 1953, м. Маріуполь, Україна) — доктор хімічних наук, професор, завідувачка кафедри аналітичної хімії Донецького національного університету.

## Життєпис

### Освіта
Із золотою медаллю закінчила середню школу № 2 міста Маріуполя
1970—1975 — здобула вищу освіту в Донецькому державному університеті, хімічний факультет, спеціальність «аналітична хімія» (диплом із відзнакою).

### Етапи професійного зростання
1975—1978 — аспірантка кафедри «аналітична хімія» Донецького національного університету імені Василя Стуса
1981 — захистила кандидатську дисертацію за спеціальністю «аналітична хімія» (керівник проф. Шевчук І. О.), Дніпропетровський національний університет імені Олеся Гончара
1992 — доцент кафедри аналітичної хімії (Донецький державний університет) читає основні та спеціальні курси, керує виконанням дипломних робіт. Починає дослідження теоретичних і практичних питань хімічної модифікації процесів утворення вільних атомів визначуваних елементів у графітових печах електротермічних атомізаторів.
1997 — монографія з теми «Високотемпературні процеси перетворення комплексоутворювачів та комплексів металів в атомно-абсорбційному аналізі»
2000 — захистила докторську дисертацію зі спеціальності «аналітична хімія» (Український державний хіміко-технологічний університет, м.Дніпропетровськ)
З 2003 року працювала на посаді завідувачки кафедри аналітичної хімії, отримала вчене звання «професор» (Донецький національний університет). Під керівництвом Антоніни Сергіївни на кафедрі створено науково-методичний центр із атомно-абсорбційної спектроскопії, започатковано новий фундаментальний науковий напрямок «Нові та модифіковані аналітичні форми в оптичних методах аналізу». Уперше теоретично обґрунтовано, послідовно досліджено новий клас хімічних модифікаторів (комплексо-утворюючих та металокомплексних), що виявилися більш ефективними, ніж відомі до цього.
Із 2004 року по теперішній час — керівник державної теми «Хімічні модифікатори й модифіковані екстрагенти в оптичних методах визначення дорогоцінних, кольорових та рідкісних металів при контролі екологічної безпеки», що виконується в рамках пріоритетного тематичного напряму Донецького національного університету «Контроль, профілактика та відновлення екологічного стану антропогенно трансформованого середовища». Алемасову А. С. як фахівця залучають до проведення арбітражних аналізів, хімічної та екологічної експертизи результатів і методик, відповідно до запитів підприємств, установ Донецької області, серед них: Державна податкова служба, Науково-дослідний експертно-криміналістичний центр при ГУ МВС України тощо.
Із червня 2008 р. Алемасова А. С. є керівником незалежної аналітичної лабораторії, яка створена на кафедрі й проатестована Міністерством промислової політики України.
2008 — виграла грант Державного фонду фундаментальних досліджень МОНУ для виконанням теми «Аналітичне забезпечення нових технологій рекультивації ґрунтів, що містять важкі метали, та комплексної переробки рослинної продукції з використанням прямого атомно-абсорбційного методу аналізу твердих проб та хімічних модифікаторів».
Новітні розробки, що виконані під керівництвом Алемасової А. С., спрямовані на поліпшення екологічного стану довкілля техногенного регіону, збереження здоров'я людини, рекуперацію відходів, виявлення фальсифікованих нафтопродуктів та щорічно впроваджуються на підприємствах і установах кольорової металургії, електроенергетики, охорони здоров'я, харчової промисловості, санітарних та екологічних лабораторіях. Нагороджена Почесною грамотою Міністерства освіти і науки України.
2013 — академік Академії наук вищої школи України, нагороджена почесним знаком «Відмінник освіти України».

## Науково-практична діяльність
Алемасова Антоніна Сергіївна — член спеціалізованої ради із захисту дисертацій при Харківському національному університеті імені В. Н. Каразіна, Наукової ради з аналітичної хімії НАН України та експертної ради з природничих наук і математики ДАК України.
Член редколегій фахових журналів: «Mediterranean Journal of Chemistry», «Аналитика и контроль» (Росія), «Методи й об'єкти хімічного аналізу» (Україна).
Як незалежний експерт Національного агентства акредитації України (НААУ) бере участь в акредитації контрольних аналітичних лабораторій підприємств кольорової металургії України, яку проводить головний інститут ДонНДіПІКМ.
За активну роботу з обдарованою студентською молоддю, за значні обсяги виконаних госпрозрахункових науково-дослідних робіт нагороджена грамотами університету, грамотою виконкому Донецької міської ради — за багаторічну сумлінну працю, вагомий внесок у підготовку висококваліфікованих фахівців, плідну науково-педагогічну діяльність.

## Науковий наробок
Алемасова Антоніна Сергіївна — автор більш ніж 260 робіт, серед них:
- три монографії;
- підручник «Аналітична хімія» із грифом МОНУ;
- 85 статей, із них 7 у журналах, що мають impact-фактор і входять до міжнародних науково-метричних баз;
- 20 навчальних посібників і методичних указівок (4 з грифом МОНУ).

Навчальний посібник «Аналітична атомно-абсорбційна спектроскопія», що узагальнює практичний досвід роботи авторів, має високий індекс цитування та користується попитом у спектроскопістів не тільки України, але й ближнього зарубіжжя.
Отримано 11 патентів, серед них:
- Спосіб електротермічного атомно-абсорбційного визначення вмісту розчинних та завислих форм стибію у шахтних водах;
- Спосіб атомно-абсорбційного визначення платини в сироватці крові;
- Спосіб визначення свинцю та кадмію в харчових продуктах рослинного походження.